# Tombeau Smith
Le tombeau Smith est un tombeau de Saint-Étienne dans le département de la Loire. Il est inscrit au titre des monuments historiques par arrêté du 17 février 2011.